# Frehley's Comet (álbum)
Frehley's Comet é o segundo álbum solo do ex-guitarrista do Kiss, Ace Frehley e o primeiro de sua banda, Frehley's Comet.A base da música "Breakout" foi composta ainda nos tempos de Kiss, em parceria com o baterista Eric Carr, durante as sessões de Music From 'The Elder', em 1981.

## Faixas
1. "Rock Soldiers" (Ace Frehley, Chip Taylor) – 5:05
2. "Breakout" (Frehley, Eric Carr, Richie Scarlett) – 3:38
3. "Into The Night" (Russ Ballard) – 4:12
4. "Something Moved" (Tod Howarth) – 4:02
5. "We Got Your Rock" (Frehley, Marty Kupersmith) – 4:12
6. "Love Me Right" (Frehley, Ira Schickman) – 3:54
7. "Calling To You" (Howarth, Frehley, Jim McClarty, Kevin Russell) – 4:20
8. "Dolls" (Frehley) – 3:28
9. "Stranger In A Strange Land" (Frehley) – 4:02
10. "Fractured Too (Instrumental)" (Frehley, John Regan) – 4:14

## Formação
- Ace Frehley - Guitarras, Vocal
- Tod Howarth - Guitarras, Teclados, Vocal
- John Regan - Baixo, Vocal de apoio
- Anton Fig - bateria, Percussão